# Пристанище Оукланд
Пристанище „Оукланд“ е първото главно пристанище на Тихоокеанското крайбрежие на САЩ. Намира се в град Оукланд, щата Калифорния. То е четвъртото по натовареност за контейнеровози в страната след Пристанище Лонг Бийч, Пристанище „Лос Анджелис“ (и двете в щата Калифорния) и Пристанище „Нюарк“ (в щата Ню Джърси).
Друго пристанище в непосредствена близост е Пристанище „Сан Франциско“.